# Râul Suceava (sit SCI)
Râul Suceava este o arie protejată (sit de importanță comunitară — SCI) din România, desemnată în scopul protejării biodiversității și menținerii într-o stare de conservare favorabilă a florei spontane și faunei sălbatice, precum și a habitatelor naturale de interes comunitar aflate în arealul zonei de protecție. Aceasta este întinsă pe o suprafață de 1.099,2 ha, integral pe uscat.

## Localizare
Centrul sitului Râul Suceava este situat la coordonatele 47°55′17″N 25°49′51″E / 47.921478°N 25.830886°E. Situl se întinde pe teritoriile administrative ale comunelor Bilca, Dornești, Frătăuții Noi, Frătăuții Vechi, Horodnic de Jos, Horodnic de Sus, Mușenița, Satu Mare, Vicovu de Jos și Voitinel; pe cele ale orașelor Milișăuți și Vicovu de Sus și pe cel al municipiului Rădăuți din județul Suceava.

## Înființare
Situl Râul Suceava a fost declarat sit de importanță comunitară (ROSCI0379) în septembrie 2011 pentru a proteja 14 specii de animale.

## Biodiversitate
Situată în ecoregiunea continentală, aria protejată include cinci habitate protejate: Vegetație lemnoasă cu Myricaria germanica de-a lungul râurilor montane, Comunități de lizieră cu ierburi înalte higrofile de la câmpie și din etajul montan până în cel alpin, Păduri de fag de tip Asperulo-Fagetum, Păduri aluviale cu Alnus glutinosa și Fraxinus excelsior (AlnoPadion, Alnion incanae, Salicion albae) și Păduri dacice de stejar și carpen.
La baza desemnării sitului se află mai multe specii protejate:
- amfibieni (2): izvoraș-cu-burta-galbenă (Bombina variegata), salamandra carpatică (Triturus montandoni)
- mamifere (1): vidră de râu (Lutra lutra)
- pești (7): mreană vânătă (Barbus petenyi), zvărlugă (Cobitis taenia Complex), chișcar de râu (Eudontomyzon mariae), boarță (Rhodeus amarus), porcușor de nisip (Romanogobio kesslerii), porcușor de vad (Romanogobio uranoscopus), câră (Sabanejewia balcanica)
- nevertebrate/fluturi (4): fluturele vărgat (Euplagia quadripunctaria), fluturele purpuriu (Lycaena dispar), albăstrelul ciocolatiu al furnicilor (Maculinea nausithous), albăstrelul argintiu al furnicilor (Maculinea teleius)